# Lascov
Lascov (bis 1927 slowakisch auch „Lastovice“; ungarisch Lászó – bis 1907 Lászcó, älter auch Laszcó) ist eine Gemeinde im Osten der Slowakei mit 604 Einwohnern (Stand 31. Dezember 2024). Sie gehört zum Okres Bardejov, einem Kreis des Prešovský kraj, und wird zur traditionellen Landschaft Šariš gezählt.

## Geographie
Die Gemeinde befindet sich in den Niederen Beskiden, noch genauer im Bergland Ondavská vrchovina, im Tal der Topľa auf einer linksseitigen Flurterrasse. Das Ortszentrum liegt auf einer Höhe von 194 m n.m. und ist sechs Kilometer von Giraltovce sowie 28 Kilometer von Bardejov entfernt (Straßenentfernung).
Nachbargemeinden sind Štefurov im Norden, Valkovce im Nordosten, Brezov im Osten und Südosten, Kalnište im Süden und Südwesten und Marhaň im Westen und Nordwesten.

## Geschichte
Lascov entstand in der ersten Hälfte des 14. Jahrhunderts auf damaligem Gemeindegebiet von Marhaň und wurde zum ersten Mal 1370 als Lazdouch schriftlich erwähnt, weitere historische Bezeichnungen sind unter anderen Lazo (1427), Lascow (1773) und Lasczó (1786). Im Jahr der Ersterwähnung ging der Besitz von den Gutsherren aus Chmeľovec in die Hände des Geschlechts Aba aus Drienov. 1427 wurden 25 Porta verzeichnet. 1600 standen 11 bewohnte Häuser in Lascov.
1787 hatte die Ortschaft 29 Häuser und 216 Einwohner, 1828 zählte man 25 Häuser und 273 Einwohner (darunter zahlreiche Untermieter), die als Landwirte und Waldarbeiter beschäftigt waren. Im 19. Jahrhundert besaß die Familie Dessewffy Gutsanteile im Ort. 
Bis 1918 gehörte der im Komitat Sáros liegende Ort zum Königreich Ungarn und kam danach zur Tschechoslowakei beziehungsweise heute Slowakei. Nach dem Zweiten Weltkrieg pendelte ein Teil der Einwohner zur Arbeit nach Giraltovce, Prešov und Košice, die örtliche Einheitliche landwirtschaftliche Genossenschaft (Abk. JRD) wurde im Jahr 1959 gegründet.

## Bevölkerung
| Jahr                | 1994 | 2004    | 2014    | 2024    |
| ------------------- | ---- | ------- | ------- | ------- |
| Anzahl der Personen | 488  | 530     | 560     | 604     |
| Unterschied         |      | +8,60 % | +5,66 % | +7,85 % |

| Jahr                | 2023 | 2024    |
| ------------------- | ---- | ------- |
| Anzahl der Personen | 597  | 604     |
| Unterschied         |      | +1,17 % |

Nach der Volkszählung 2011 wohnten in Lascov 543 Einwohner, davon 531 Slowaken sowie jeweils ein Roma und Tscheche. 10 Einwohner machten keine Angabe zur Ethnie.
328 Einwohner bekannten sich zur römisch-katholischen Kirche, 96 Einwohner zur Evangelischen Kirche A. B., 49 Einwohner zur griechisch-katholischen Kirche und ein Einwohner zur orthodoxen Kirche. 58 Einwohner waren konfessionslos und bei 11 Einwohnern wurde die Konfession nicht ermittelt.

## Baudenkmäler
- griechisch-katholische Kirche Christus König aus dem Jahr 1937

## Verkehr
Durch Lascov führt die Cesta III. triedy 3533 („Straße 3. Ordnung“) zwischen Marhaň und Giraltovce (Anschluss an die Cesta I. triedy 21 („Straße 1. Ordnung“)).